# Palacio de la Revolución
El Palacio de la Revolución (anteriormente sede del Tribunal Supremo de Cuba) es el principal edificio dentro del Complejo Plaza de la Revolución, ubicado en la capital cubana de la Habana. En él se encuentran las sedes de la Presidencia de la República, del Gobierno de la República y del Comité Central del PCC.

## Antecedentes
La orden para ser construido fue dada durante la etapa republicana, por el entonces presidente Carlos Prío para ser la sede del Tribunal Supremo y de la Fiscalía General. Fue proyectado por el arquitecto Pérez Benoita en 1943 y su construcción comenzó una década después bajo el mando de Max Borges, finalizando en 1957. Luego, tras el mandato de Fulgencio Batista se le agregó al edificio el proyecto de la plaza cívica, hoy Plaza de la Revolución José Martí.
Entre 1964 y 1965 el destacado arquitecto cubano Antonio Quintana Simonetti (1919-1993) realizó transformaciones en el edificio para adaptarlo al actual Palacio de la Revolución.

## Sede del poder en Cuba

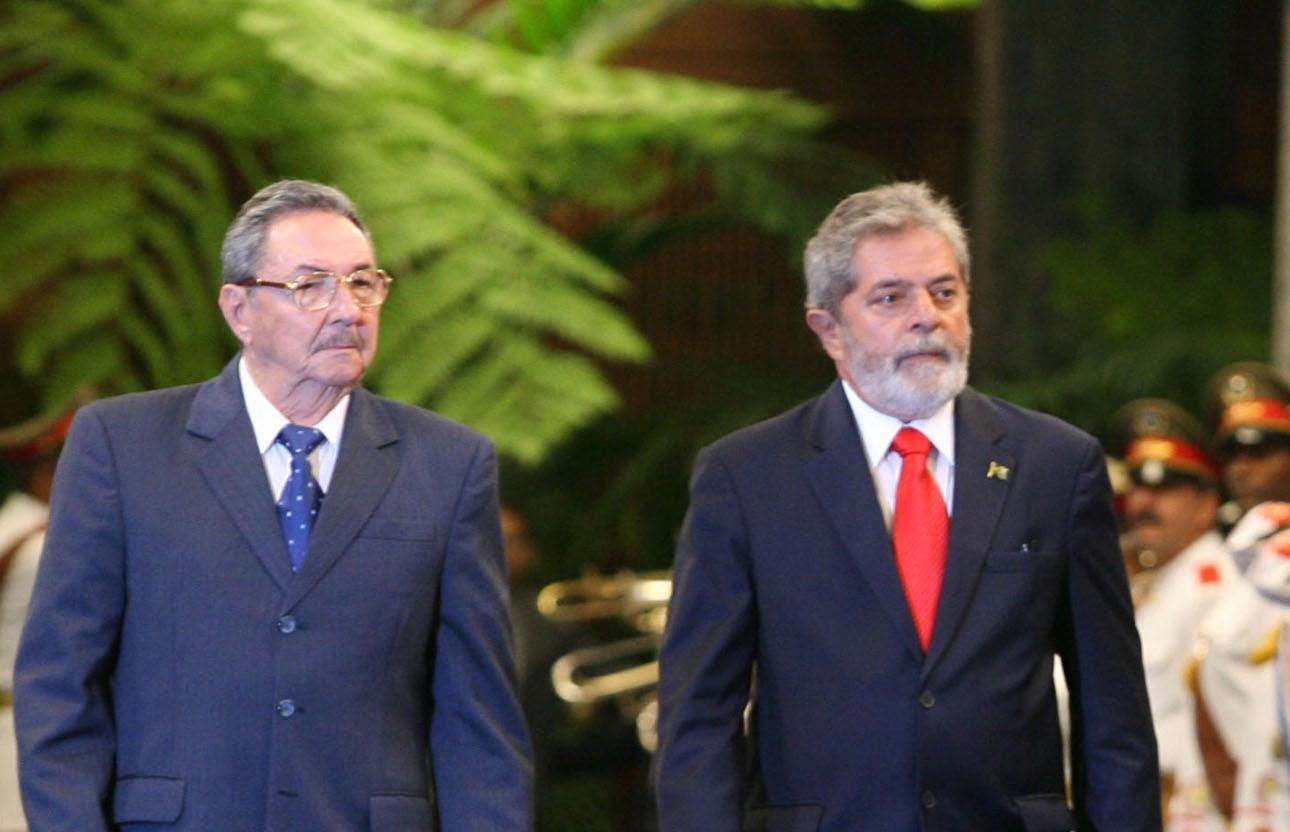
Foto del recibimiento del presidente Raúl Castro al presidente brasileño Lula da Silva en el Salón de los Helechos, ubicado en el Palacio de la Revolución.

En 1965 el gobierno revolucionario liderado por Fidel Castro y Osvaldo Dorticós Torrado ordenó trasladar la sede del gobierno y del estado que anteriormente radicaba en el Palacio Presidencial (actual Museo de la Revolución). El edificio está dividido en tres partes, en la primera radican las oficinas del Consejo de Ministros, en la segunda la sede del Consejo de Estado y de las oficinas del Presidente y del Primer Vicepresidente del Estado cubano y en el tercero del Comité Central del PCC. 
Desde la promulgación de la Constitución de la República del 2019, en la cual se reajusta la estructura del Estado y el Gobierno en esta sede se mantuvo el Comité Central del PCC, el Consejo de Ministros; que en unión con el primer ministro conformaron el Gobierno de la República y mantuvieron su sede aquí; pero el Consejo de Estado, al ser una representación de la Asamblea Nacional se traslada al Capitolio de la República su nueva sede institucional. Las oficinas del Presidente y Vicepresidente, se mantiene en esta sede con el nombre de Presidencia de la República.  
Dos de los lugares más reconocidos del palacio a nivel mundial son el Salón de los Helechos, llamado así por la gran cantidad de plantas de helechos que lo acondicionan y desde donde el presidente de Cuba recibe a los mandatarios internacionales que visitan la nación. El segundo lugar es el Despacho presidencial, durante muchos años fue el lugar de trabajo de Fidel Castro y que actualmente se desconoce si su hermano Raúl Castro lo utilizó; o si el actual Presidente lo utiliza.
El palacio también cuenta además de sus oficinas, con un teatro, un minicine y un hospital. Es muy poca la información sobre el lugar, ya que es muy escasa la información que se divulga a nivel nacional sobre la estructura del mismo.